# Нихайм
Нихайм (нем. Nieheim) — город в Германии, курорт, расположен в земле Северный Рейн-Вестфалия.

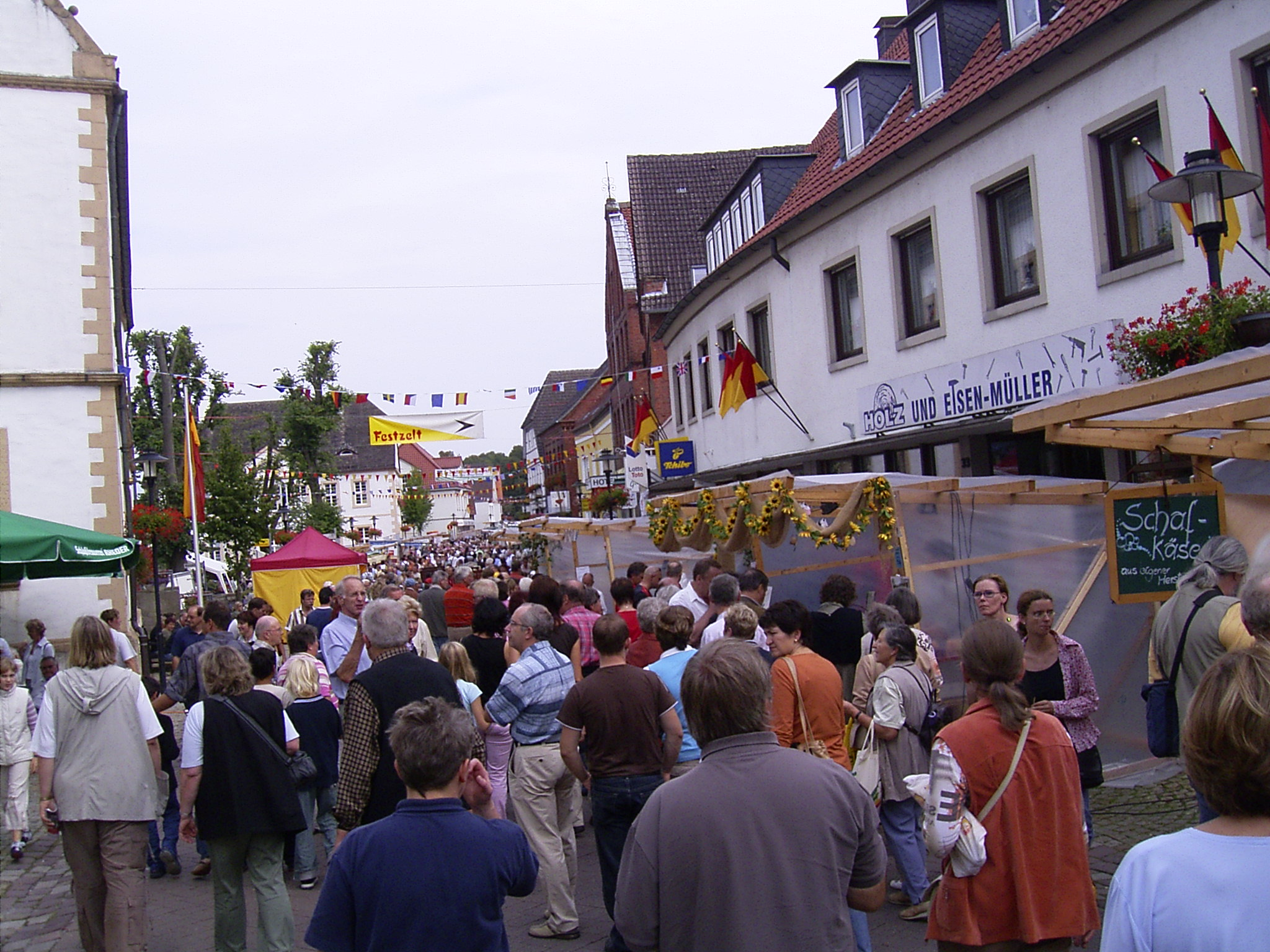
Deutscher Käsemarkt 2006

Подчинён административному округу Детмольд. Входит в состав района Хёкстер.  Население составляет 6557 человек (на 31 декабря 2010 года). Занимает площадь 79,79 км². Официальный код  —  05 7 62 028.
Город подразделяется на 10 городских районов.